# Gustavo Mancha
Gustavo Teixeira Lopes da Conceição (Oliveira dos Brejinhos, 25 luglio 2004) è un calciatore brasiliano, difensore dell'Fortaleza.

## Carriera
Cresciuto nel settore giovanile del Palmeiras, nel marzo del 2024 è stato acquistato dal Fortaleza che lo ha assegnato alla propria formazione Under-20. Ha debuttato in prima squadra il 25 gennaio 2025 nell'incontro del Campionato Cearense vinto 3-1 contro l'Horizonte.

## Statistiche

### Presenze e reti nei club
Statistiche aggiornate al 19 aprile 2025.
| Stagione        | Squadra         | Campionato      | Campionato | Campionato | Coppe nazionali | Coppe nazionali | Coppe nazionali | Coppe continentali | Coppe continentali | Coppe continentali | Altre coppe | Altre coppe | Altre coppe | Totale | Totale | Totale |
| Stagione        | Squadra         | Comp            | Pres       | Reti       | Comp            | Pres            | Reti            | Comp               | Pres               | Reti               | Comp        | Pres        | Reti        | Pres   | Reti   |        |
| --------------- | --------------- | --------------- | ---------- | ---------- | --------------- | --------------- | --------------- | ------------------ | ------------------ | ------------------ | ----------- | ----------- | ----------- | ------ | ------ | ------ |
| 2025            | Fortaleza       | PD/CE+A         | 1+5        | 0          | CB              | 1               | 0               | CL                 | 3                  | 0                  | CdN         | 2           | 0           | 12     | 0      |        |
| Totale carriera | Totale carriera | Totale carriera | 6          | 0          |                 | 1               | 0               |                    | 3                  | 0                  |             | 2           | 0           | 12     | 0      |        |

## Palmarès

### Club

#### Competizioni giovanili
- Copa São Paulo de Futebol Júnior: 1

Palmeiras: 2022